# Hajeb El Ayoun
Hajeb El Ayoun (àrab: حاجب العيون, Ḥājib al-ʿUyūn) és una ciutat de Tunísia situada uns 55 km a l'oest de Kairuan, a la governació de Kairuan. Té uns 5.000 habitants. És capçalera d'una delegació amb 37.730 habitants, segons el cens del 2004.

## Economia
La seva activitat econòmica és totalment agrícola.

## Infraestructures
Compta amb estació de ferrocarril. A uns 10 km hi ha l'embassament de Sidi Saad, proper a la vila de Sidi Saab.

## Administració
És el centre de la delegació o mutamadiyya homònima, amb codi geogràfic 41 58 (ISO 3166-2:TN-12), dividida en nou sectors o imades:
- El Hajeb Centre (41 58 51)
- Ahouaz El Hajeb (41 58 52)
- Chaouachi (41 58 53)
- Esserja (41 58 54)
- El Kantra (41 58 55)
- El Hadaya (41 58 56)
- El Ghouiba (41 58 57)
- Oued El Hajel (41 58 58)
- Errehima (41 58 59)

Al mateix temps, forma una municipalitat o baladiyya (codi geogràfic 41 18).